# Huncho Jack, Jack Huncho
| Совокупная оценка | Совокупная оценка |
| Источник          | Оценка            |
| ----------------- | ----------------- |
| Metacritic        | 66/100            |
| Оценки критиков   |                   |
| Источник          | Оценка            |
| AllMusic          | [ 2 ]             |
| Consequence       | B−                |
| The Guardian      | [ 4 ]             |
| HipHopDX          | 3.4/5             |
| HotNewHipHop      | 75%               |
| Pitchfork         | 6.3/10            |
| Spectrum Culture  | [ 8 ]             |
| Sputnikmusic      | 3.0/5             |

Huncho Jack, Jack Huncho — дебютный студийный альбом хип-хоп-дуэта Huncho Jack, состоящая из Трэвиса Скотта и Quavo. Он был выпущен 21 декабря 2017 года на лейблах Cactus Jack Records, Grand Hustle Records, Epic Records, Capitol Records, Motown и Quality Control Music. Альбом содержит гостевые участия от других участников Migos: Takeoff и Offset.
Huncho Jack, Jack Huncho дебютировал под номером 3 в чарте Billboard 200 и получил средние отзывы от критиков.

## История
В декабре 2016 года Quavo анонсировал альбом на радио-шоу Apple Music Трэвиса Скотта Wav Radio. 3 апреля 2017 года стало известно, что Скотт работает над совместным релизом с Quavo, ранее они сотрудничали на «Oh My Dis Side» и коллаборацией с Янг Тагом «Pick Up the Phone». В беседе с GQ он подтвердил: «Скоро выйдет альбом Quavo. Скоро я выпущу новую музыку. Впрочем, вы знаете, как я это делаю: мне нравятся сюрпризы».
В интервью Montreality, опубликованном 18 сентября 2017 года, Quavo заявил, что совместный альбом будет выпущен «очень скоро». Он также заявил, что у него и Трэвиса Скотта готово более 20 записей. 7 декабря 2017 года в официальном Twitter-аккаунте Beats 1 был размещён отрывок, в котором Зейн Лоу берет интервью у Quavo. Когда его спросили о названии их предстоящего проекта, он подтвердил, что им является Huncho Jack, Jack Huncho.

## Продвижение
Артисты анонсировали альбом серией твитов в течение 2017 года. За день до релиза в Нью-Йорке был замечен рекламный плакат, после чего Quavo и Трэвис Скотт разместили загадочные сообщения в своих социальных сетях, прежде чем объявить, что они выпускают Huncho Jack, Jack Huncho. Вскоре после этого были обнародованы обложка альбома, нарисованная Ральфом Стедманом, и трек-лист.
Клип на «Black & Chinese» был выпущен 23 апреля 2018 года.

## Коммерческий успех
Huncho Jack, Jack Huncho дебютировал под 3 номером в Billboard 200 с 90,000 единицами, эквивалентных альбому.

## Список композиций
| №                   | Название                          | Автор(ы)                                                                                      | Продюсер(ы)                            | Длительность |
| ------------------- | --------------------------------- | --------------------------------------------------------------------------------------------- | -------------------------------------- | ------------ |
| 1.                  | «Modern Slavery»                  | Jacques Webster II Quavious Marshall Tyron Douglas Jay Walker Edward Thomas Jerry Butler, Jr. | Buddah Bless                           | 2:29         |
| 2.                  | «Black & Chinese»                 | Webster Marshall Joshua Luellen                                                               | Southside                              | 2:52         |
| 3.                  | «Eye 2 Eye» (при участии Takeoff) | Webster Marshall Kirshnik Ball Shane Lindstrom Donald Paton                                   | Murda Beatz Felix Leone [b]            | 3:11         |
| 4.                  | «Motorcycle Patches»              | Webster Marshall Luellen Bryan Simmons Jonathan Priester Adam Feeney                          | Southside TM88 Supah Mario Frank Dukes | 3:11         |
| 5.                  | «Huncho Jack»                     | Webster Marshall Lindstrom Ramon Ibanga, Jr. Michael "Mike" Dean                              | Murda Beatz Illmind [a] Dean [b]       | 3:19         |
| 6.                  | «Saint»                           | Webster Marshall Lindstrom Ibanga, Jr.                                                        | Murda Beatz Illmind [a]                | 2:21         |
| 7.                  | «Go»                              | Webster Marshall Anderson Hernandez Kevin Gomringer Tim Gomringer Allen Ritter                | Vinylz Cubeatz Ritter [b]              | 2:37         |
| 8.                  | «Dubai Shit» (при участии Offset) | Webster Marshall Kiari Cephus Hernandez Ozan Yildirim Carl-Mikael Berlander Jonatan Håstad    | Vinylz Oz Yung Gud [b] Yung Lean [b]   | 3:48         |
| 9.                  | «Saint Laurent Mask»              | Webster Marshall Douglas Dean                                                                 | Buddah Bless Dean                      | 3:10         |
| 10.                 | «Moon Rock»                       | Webster Marshall Hernandez K. Gomringer T. Gomringer Ritter                                   | Vinylz Cubeatz Ritter [b]              | 2:31         |
| 11.                 | «How U Feel»                      | Webster Marshall Pascal Leroy Carl "Carlos" Desrosiers Shigeo Sekito                          | Pas Beatz Yipsy Desrosiers [b]         | 3:26         |
| 12.                 | «Where U From»                    | Webster Marshall Ronald LaTour K. Gomringer T. Gomringer Brock Korsan                         | Cardo Cubeatz                          | 4:12         |
| 13.                 | «Best Man»                        | Webster Marshall Dean Wesley Glass Rodrequez Yancy David Cunningham                           | Wheezy C4 Dean [b]                     | 4:27         |
| Общая длительность: | Общая длительность:               | Общая длительность:                                                                           | Общая длительность:                    | 41:34        |

Примечания
- ↑  сопродюсер
- ↑  дополнительный продюсер

Сэмплы
- «Modern Slavery» содержит сэмпл «Cigarettes and Coffee» от Отиса Реддинга.
- «How U Feel» содержит сэмпл «The Word II» от Shigeo Sekito.

## Участники записи
Информация из Tidal.
Исполнители
- Трэвис Скотт – главный исполнитель
- Quavo – главный исполнитель
- Takeoff – гостевой исполнитель (3)
- Offset – гостевой исполнитель (8)
- Yung Lean – дополнительный вокал (8)

Техническая часть
- Mike Dean – мастеринг, микширование (все песни)
- Quavo – инженер (все песни)
- Трэвис Скотт – инженер (все песни)
- Zach Steele – инженер (1–4, 12)
- Jimmy Lepe – инженер (1–5, 8, 9, 12)
- DJ Durel – инженер (1–7, 9–13)
- Meeboob – ассистент микширования (все песни)
- Sean Solymar – ассистент микширования (все песни)
- Jess Jackson – инженер (5, 6, 13)

## Чарты

### Недельные чарты
| Чарты (2017–18)                        | Высшая позиция |
| -------------------------------------- | -------------- |
| Бельгия/Фландрия (Ultratop)            | 54             |
| Бельгия/Валлония (Ultratop)            | 123            |
| Канада (Canadian Albums Chart)         | 6              |
| Дания (Hitlisten)                      | 9              |
| Нидерланды (Album Top 100)             | 15             |
| Финляндия (Suomen virallinen lista)    | 38             |
| Германия (Offizielle Top 100)          | 33             |
| Италия (Classifica album)              | 67             |
| Новая Зеландия (RMNZ)                  | 22             |
| Норвегия (VG-lista)                    | 12             |
| Швеция (Sverigetopplistan)             | 17             |
| Швейцария (Schweizer Hitparade)        | 41             |
| Великобритания (UK Albums Chart)       | 34             |
| США Billboard 200                      | 3              |
| США Top R&B/Hip-Hop Albums (Billboard) | 1              |

### Годовой итоговый чарт
| Чарт (2018)                            | Позиция |
| -------------------------------------- | ------- |
| США Billboard 200                      | 97      |
| США Top R&B/Hip-Hop Albums (Billboard) | 45      |